# Česká extraliga v házené mužů 2021/2022
Sezóna 2021/2022 byla 29. ročníkem České extraligy, nejvyšší české ligové soutěže v házené mužů.
Titul z předchozího roku obhajoval SSK Talent M.A.T. Plzeň, který ve finále porazil tým HCB OKD Karviná v sérii 3:2 na zápasy.
Prvenství získal tým HC Baník OKD Karviná, který ve finálové sérii oplatil v repríze souboje o titul z předcházející sezóny porážku týmu Talentu M.A.T. Plzeň poměrem 3:2 na zápasy.

## Účastníci
V sezóně 2020/21 se České extraligy zúčastnilo 12 klubů. Po předchozí sezóně měl sestoupit tým SHC Maloměřice Brno, ale protože se neodehrála předchozí sezóna nižší ligy, zůstala mu extraligová příslušnost.
| Tým                      | Město         | Stadion                         |
| ------------------------ | ------------- | ------------------------------- |
| SHC Maloměřice Brno      | Brno          | Sportovní hala Maloměřice       |
| SKKP Handball Brno       | Brno          |                                 |
| HC ROBE Zubří            | Zubří         | ROBE Aréna                      |
| TJ Sokol Nové Veselí     | Nové Veselí   | Sportovní hala Městyse          |
| SSK Talent M.A.T. Plzeň  | Plzeň         | Městská sportovní hala Plzeň    |
| TJ Cement Hranice        | Hranice       |                                 |
| Pepino SKP Frýdek-Místek | Frýdek-Místek | Hala SŠED Pionýrů 2069          |
| HK FCC Město Lovosice    | Lovosice      |                                 |
| KH Kopřivnice            | Kopřivnice    | Sportovní hala ZŠ Emila Zátopka |
| HBC Ronal Jičín          | Jičín         | Městská sportovní hala Jičín    |
| HCB OKD Karviná          | Karviná       | Hala STARS Karviná              |
| HC Dukla Praha           | Praha         | Hala Juliska                    |

## Základní část
| Poř. | Tým                      | Z  | V  | R | P  | VG  | OG  | B  | Pozn.     |
| ---- | ------------------------ | -- | -- | - | -- | --- | --- | -- | --------- |
| 1    | HCB Karviná              | 22 | 20 | 0 | 2  | 676 | 564 | 40 | Play-off  |
| 2    | M.A.T. Plzeň             | 22 | 19 | 0 | 3  | 699 | 554 | 38 | Play-off  |
| 3    | HC ROBE Zubří            | 22 | 17 | 1 | 4  | 685 | 580 | 35 | Play-off  |
| 4    | Dukla Praha              | 22 | 11 | 3 | 8  | 621 | 593 | 25 | Play-off  |
| 5    | HK FCC Město Lovosice    | 22 | 12 | 0 | 10 | 641 | 632 | 24 | Play-off  |
| 6    | Sokol Nové Veselí        | 22 | 11 | 0 | 11 | 597 | 604 | 22 | Play-off  |
| 7    | SKKP Handball Brno       | 22 | 8  | 4 | 10 | 610 | 626 | 20 | Play-off  |
| 8    | KH ISMM Kopřivnice       | 22 | 9  | 1 | 12 | 640 | 629 | 19 | Play-off  |
| 9    | Pepino SKP Frýdek-Místek | 22 | 7  | 2 | 13 | 623 | 642 | 16 | O udržení |
| 10   | HBC Ronal Jičín          | 22 | 8  | 0 | 14 | 608 | 629 | 16 | O udržení |
| 11   | TJ Cement Hranice        | 22 | 3  | 0 | 9  | 501 | 650 | 6  | O udržení |
| 12   | SHC Maloměřice Brno      | 22 | 1  | 1 | 20 | 535 | 733 | 3  | O udržení |

|  | Postup do play-off |
|  | Skupina o udržení  |

## Vyřazovací část (play-off)
|  | Čtvrtfinále            | Čtvrtfinále     |             |                 | Semifinále  | Semifinále  |  |  | Finále | Finále |
|  |                        |                 |             |                 |             |             |  |  |        |        |
|  |                        |                 |             |                 |             |             |  |  |        |        |
|  |                        |                 |             |                 |             |             |  |  |        |        |
|  | (1) Karviná            | 3               |             |                 |             |             |  |  |        |        |
|  | (1) Karviná            | 3               |             |                 |             |             |  |  |        |        |
|  | (8) Kopřivnice         | 1               |             |                 |             |             |  |  |        |        |
|  | (8) Kopřivnice         | 1               | (1) Karviná | 3               |             |             |  |  |        |        |
|  |                        |                 | (1) Karviná | 3               |             |             |  |  |        |        |
|  |                        | (4) Dukla Praha | 0           |                 |             |             |  |  |        |        |
|  | (4) Dukla Praha        | (4) Dukla Praha | 0           | 3               |             |             |  |  |        |        |
|  | (4) Dukla Praha        |                 |             | 3               |             |             |  |  |        |        |
|  | (5) Lovosice           | 1               |             |                 |             |             |  |  |        |        |
|  | (5) Lovosice           | 1               | (1) Karviná | 3               |             |             |  |  |        |        |
|  |                        |                 | (1) Karviná | 3               |             |             |  |  |        |        |
|  |                        | (2) Plzeň       | 2           |                 |             |             |  |  |        |        |
|  | (2) Plzeň              | (2) Plzeň       | 2           | 3               |             |             |  |  |        |        |
|  | (2) Plzeň              |                 |             | 3               |             |             |  |  |        |        |
|  | (7) SKKP Handball Brno | 2               |             |                 |             |             |  |  |        |        |
|  | (7) SKKP Handball Brno | 2               | (2) Plzeň   | 3               | Třetí místo | Třetí místo |  |  |        |        |
|  |                        |                 | (2) Plzeň   | 3               | Třetí místo | Třetí místo |  |  |        |        |
|  |                        | (3) Zubří       | 2           |                 |             |             |  |  |        |        |
|  | (3) Zubří              | (3) Zubří       | 2           | 3               | (3) Zubří   | 3           |  |  |        |        |
|  | (3) Zubří              |                 |             | 3               | (3) Zubří   | 3           |  |  |        |        |
|  | (6) Nové Veselí        | 0               |             | (4) Dukla Praha | 2           |             |  |  |        |        |
|  | (6) Nové Veselí        | 0               |             |                 | 2           |             |  |  |        |        |
|  |                        |                 |             |                 |             |             |  |  |        |        |
|  |                        |                 |             |                 |             |             |  |  |        |        |

Čtvrtfinále
| Tým 1           | Série | Tým 2                 | Zápasy | Zápasy | Zápasy | Zápasy | Zápasy |
| --------------- | ----- | --------------------- | ------ | ------ | ------ | ------ | ------ |
| HCB OKD Karviná | 3:1   | KH ISMM Kopřivnice    | 32:21  | 26:19  | 30:31  | 29:25  |        |
| Dukla Praha     | 3:1   | HK FCC Město Lovosice | 34:31  | 33:34  | 26:25  | 29:24  |        |
| M.A.T. Plzeň    | 3:2   | SKKP Handball Brno    | 32:33  | 26:25  | 22:23  | 30:20  | 30:20  |
| HC ROBE Zubří   | 3:0   | Sokol Nové Veselí     | 30:23  | 30:21  | 31:22  |        |        |

Semifinále
| Tým 1           | Série | Tým 2          | Zápasy | Zápasy | Zápasy | Zápasy | Zápasy |
| --------------- | ----- | -------------- | ------ | ------ | ------ | ------ | ------ |
| HCB OKD Karviná | 3:0   | HC Dukla Praha | 32:25  | 31:25  | 33:26  |        |        |
| M.A.T. Plzeň    | 3:2   | HC ROBE Zubří  | 26:23  | 25:31  | 24:26  | 28:22  | 33:32  |

O bronz
| Tým 1         | Série | Tým 2          | Zápasy | Zápasy | Zápasy | Zápasy | Zápasy |
| ------------- | ----- | -------------- | ------ | ------ | ------ | ------ | ------ |
| HC ROBE Zubří | 3:2   | HC Dukla Praha | 38:29  | 28:34  | 31:24  | 24:28  | 37:28  |

Finále
| Tým 1           | Série | Tým 2        | Zápasy | Zápasy | Zápasy | Zápasy | Zápasy |
| --------------- | ----- | ------------ | ------ | ------ | ------ | ------ | ------ |
| HCB OKD Karviná | 3:2   | M.A.T. Plzeň | 33:28  | 25:32  | 29:24  | 25:26  | 31:26  |

## Skupina o 5.–8.místo
1. kolo
| Tým 1           | Série | Tým 2          | Zápasy | Zápasy |
| --------------- | ----- | -------------- | ------ | ------ |
| (5) Lovosice    | 1-0-1 | (8) Kopřivnice | 37:29  | 25:33  |
| (6) Nové Veselí | 0-1-1 | (7) Brno       | 26:30  | 30:30  |

O 5. místo
| Tým 1        | Série | Tým 2    | Zápasy | Zápasy |
| ------------ | ----- | -------- | ------ | ------ |
| (5) Lovosice | 1-0-1 | (7) Brno | 27:28  | 34:29  |

O 7. místo
| Tým 1           | Série | Tým 2          | Zápasy | Zápasy |
| --------------- | ----- | -------------- | ------ | ------ |
| (6) Nové Veselí | 1-0-1 | (8) Kopřivnice | 26:28  | 31:28  |

## Skupina o udržení
Do skupiny o udržení si týmy přenesly body ze základní části.
| Poř. | Tým                      | Z | V | R | P | VG  | OG  | B  | Pozn. |
| ---- | ------------------------ | - | - | - | - | --- | --- | -- | ----- |
| 1    | Pepino SKP Frýdek-Místek | 6 | 4 | 2 | 0 | 182 | 170 | 26 |       |
| 2    | HBC Ronal Jičín          | 6 | 3 | 1 | 2 | 169 | 165 | 23 |       |
| 3    | SHC Maloměřice Brno      | 6 | 2 | 1 | 3 | 156 | 165 | 8  |       |
| 4    | TJ Cement Hranice        | 6 | 1 | 0 | 5 | 155 | 162 | 8  | Baráž |

## Konečné umístění
| Zlatá medaile    | HCB OKD Karviná          |
| Stříbrná medaile | SSK Talent M.A.T. Plzeň  |
| Bronzová medaile | HC ROBE Zubří            |
| 4                | HC Dukla Praha           |
| 5                | HK FCC Město Lovosice    |
| 6                | SKKP Handball Brno       |
| 7                | Sokol Nové Veselí        |
| 8                | KH ISMM Kopřivnice       |
| 9                | Pepino SKP Frýdek-Místek |
| 10               | HBC Ronal Jičín          |
| 11               | SHC Maloměřice Brno      |
| 12               | TJ Cement Hranice        |

## Baráž
V baráži o udržení v extralize proti sobě nastoupil poslední tým extraligy proti vítězi 2. nejvyšší soutěže. Svou příslušnost v elitní skupině si vybojoval tým HBC JVP Strakonice 1921.
| Tým 1             | Série | Tým 2                   | Zápasy | Zápasy |
| ----------------- | ----- | ----------------------- | ------ | ------ |
| TJ Cement Hranice | 1-0-1 | HBC JVP Strakonice 1921 | 22:21  | 25:27  |